# Upplands runinskrifter 217
Upplands runinskrifter 217 är en försvunnen vikingatida runsten av röd granit som funnits i Vallentuna kyrka, Vallentuna socken och Vallentuna kommun. Runstenen fördärvades antagligen vid en brand i kyrkan 1856 eller i samband med reparationen 1857. Det är möjligt att den "Ingefast" som omnämns på stenen är en son till Jarlabanke.
Det fragment som tidigare fått signumet U 223 utgör i själva verket en del av U 217.

## Inskriften
Translitterering av runraden:
[ikifastr lit bro kiarua i]ftʀ · s...
Normalisering till runsvenska:
Ingifastr let bro gærva æftiʀ ...
Översättning till nusvenska:
Ingefast lät göra bron efter ...